# Медаль «За виняткові досягнення»
Медаль «За виняткові досягнення» (англ. NASA Exceptional Public Service Medal) — нагорода Національного управління з аеронавтики і дослідження космічного простору. Згідно зі статутом, ця нагорода вручається особі «за винятковий внесок у місії NASA», якщо ця особа не є державним службовцем на момент «внеску».